# Organizacja rządowa
Organizacja rządowa – organizacja kontrolowana i finansowana przez rząd.
Powstają one w wyniku porozumienia co najmniej trzech państw w celu realizacji określonych zadań.
Przykładami organizacji rządowych są: Organizacja Narodów Zjednoczonych, Rada Europy, NATO.